# 侯榮隆
侯榮隆（1964年11月3日—）是台灣企業家，為臺南北門二重港人。前統一企業總經理，自1993年加入統一企業，歷任廣州統一經理、珠海麒麟統一啤酒副總經理、北京統一飲品總經理及統一中國人資總監和行銷企畫室總經理，2011年擔任統一企業中國總經理，新開發果汁泡麵等產品，讓統一企業中國的毛利和年營收都有顯著成長，2016年6月22日，接續董事長羅智先接任統一企業總經理，2019年6月26日卸任總經理一職。